# Jewang Ungi
Le Jewang Ungi, ou Che wang un'gi (coréen : 제왕운기), est un poème épique coréen composé en 1287 par Yi Seung-hyu (ko). Il traite de l'histoire de la Corée depuis le règne du roi Tangun jusqu'à celui du roi Chungnyeol.